# 陳元旦
陈元旦（越南语：／，1325年—1390年），越南陈朝大臣、宗室。
陳元旦為昭明王陳光啓的後代，封章肅國上侯。1369年，陈裕宗驾崩，杨日礼继位。杨日礼乃恭肃王陈元昱之假子，没有陈朝宗室血统，因而被陈朝宗室普遍看不起。翌年，太宰恭靖王陳元晫反抗，兵败被杀。恭定王陳暊逃到沱江鎮（嘉興），与恭宣王陳曔、章肅國上侯陳元旦、天寧公主陳玉瑳會清化府大吏江起兵。陳暊推翻杨日礼继位，是为陈艺宗，陈元旦被封为司徒。1375年，命其知廣威鎮軍事。
黎季犛（即后来的胡季犛）逐渐掌握陈朝大权之后，陈元旦有远见，认为他必将篡位。曾作《十禽诗》一首献给陈艺宗，暗示要警惕黎季犛权势过大，陈艺宗却对此无动于衷。陈元旦无可奈何，最终决定与黎季犛结为姻亲。陈元旦把儿子陈梦与托付给黎季犛，黎季犛便把已故宗室陈仁荣的女儿黄中公主嫁给陈梦与。太尉庄定王陳𩖃得知后对其非常鄙视，作汉诗和喃字诗来讽刺他。季犛篡位后，陈梦与被封为东宫判首，陈元旦的另两个儿子叔瑶、叔琼分别担任将军。
1385年，陈元旦致仕。1390年病逝。著有《冰壶壑集》一卷。

## 天文学
他与邓洛一样，是越南天文学的初期开拓者之一。 他著有记录红方时代到李、陈时代5颗行星（水、金、火、木、土）月食和动向的《百岁通书》。 可惜的是，这本珍贵的书在15世纪初被明朝破坏了。

## 家族
- 子：
  - 陈梦与
  - 陈叔瑶
  - 陈叔琼
- 女：
  - 陈氏太（嫁阮飞卿）
  - 陈氏台（嫁阮汉英）